# BattleForge
A BattleForge egy videójáték, fejlesztője az EA Phenomic, kiadója pedig az Electronic Arts. 2009 márciusában jelent meg Windows platformra, illetve a kipróbálható változat is ugyanekkor vált elérhetővé.
A játék kezdetben a játékosok egymás közti cseréiről szólt, a mikrotranzakciós rendszer pedig csak új kártyák vásárlására szolgált, de nélküle is lehetett érvényesülni.
2009. május 26-án a játék ingyenes lett (azonban korlátozások tapasztalhatóak a fizetős változattal szemben); az így csatlakozó új játékosok 32 alap lapot kaptak kezdésnek, míg a dobozos változat már 64 kártyát és 3000 elkölthető BattleForge pontot (BFP) ad. Ez a játék virtuális fizetőeszköze (újabb kártyák vásárlására fordítható), amiből 1 egységnyi termelődik naponta, de ehhez minimum 15 perc játék szükséges. Így lényegében nem kell pénzt költeni a játékra, ám ez a módszer rendkívül hosszadalmas.

## Funkciók
Összesen 383 kártya van a játékban, közel ugyanolyan mértékben oszlik el az ereje a 4 fajta lapnak, amelyek a : Tűz, Jég, Természet és Sötétség.  A legutóbbi frissítés szerint a keverék lapok a következők : Sötétség/Tűz, Jég/Természet, Jég/Sötétség, Tűz/Természet és a Legendás kártyák. A játékosok vásárolhatnak és eladhatnak kártyákat BF pontokért egy játékon belüli aukciós házban, a játékosok egymás között is kereskedhetnek.
A játékosok játszhatnak számítógép (PVP), illetve más játékosok ellen (PVE). Utóbbi módban a játékosok küldetéseket játszhatnak végig egyedül vagy 2, 4, esetleg 12 játékossal, mindezt három nehézségi szinten. Ahhoz, hogy elérjük a közepes és a nehéz módokat, először a könnyű módban lévő pályákat kell teljesítenünk. A küldetések jutalma lehet arany, kártyafejlesztések és Tapasztalati Pont.
A PVP módban a játékosok választhatnak rangsorolt és nem rangsorolt harcot. A nem rangsorolt PVP nem ad jutalmat, de hasznos lehet egy baráti meccsnél, gyakorlásnál vagy a kártyák tesztelésénél. A rangsorolt PVP viszont aranyat, ELO pontokat és tokeneket ad jutalomként. Az arany és a token szükséges a kártyák fejlesztéséhez, az ELO pontok pedig növelik a PVP szintet.
Szintén érdemes megjegyezni, hogy játék támogatja a Direct X 11-et, feltéve, hogy az általunk használt operációs rendszer támogatja, és rendelkezik a szükséges videókártyával.

## Kártya kiadások
A Twilight Edition az első pack, amit kiadtak. A Twilight edition kiadás kétszáz kártyát tartalmaz, amelyek színek szerint vannak megkülönböztetve. Ezen kártyák mindegyike rendelkezik bizonyos képességekkel.
A Renegade Edition a második kiadás a kártya packok közül. Ebben a packban a Legendás Szörnyek és Épületek találhatók meg, amelyek száma eléri a 60-at.
A harmadik kiadás a Lost Souls Edition, amit 2010. február 9-én adtak ki. Ebben szintén 60 új lap van.
Az Amii Edition egy kisebb patchban volt benne. Ez a kiadás tartalmaz 36 új kártyát, beleértve a még soha nem látott fajok, mint pl. az Amii. Kb. 4 kártya jelenik meg minden patch megjelenésével.